# Кузів Гриць
Гриць Кузів — український галицький адвокат, громадський діяч. Діяч РУРП, делегат Української Національної Ради ЗУНР, предсталяв Дрогобицький повіт.